# Noël Macklin
Pour les articles homonymes, voir Macklin.
Sir (Albert) Noël Campbell Macklin (1886-1946) fut un innovateur britannique, fabricant de voitures et concepteur de bateaux. Il fonda Eric-Campbell en 1919, Silver Hawk en 1920, Invicta en 1925 et Railton en 1933. En 1939, il fonde Fairmile Marine et fournit des bateaux à la Royal Navy durant la Seconde Guerre mondiale, efforts pour lesquels il a été honoré par un titre de chevalier.
Il était le père du pilote de voitures de sport et Formule 1 Lance Macklin.

## Jeunesse et éducation
Macklin naquit en Australie-Occidentale, fils aîné de Charles Campbell Macklin (1866-1918), avocat à la cour, et sa femme, Ada Louisa, née Lockyer (1863/4–1935). La famille déménagea à Wimbledon, à Londres en 1891 et Macklin fit ses études au Collège d'Eton. Il fut un jockey amateur à succès; en 1908-1910 il représenta l'Angleterre au hockey sur glace et en 1909 courut sur une Mercedes à Brooklands.
En février 1914, il dirige une expédition pour le film big jeu dans le Soudan.

## Carrière

### Première Guerre mondiale
Macklin commanda dans la Royal Field Artillery en 1914, où il servit comme capitaine dans la Royal Horse Artillery durant la Première Guerre mondiale, et fut grièvement blessé en France et évacué en 1915. C'est ainsi qu'il rejoint la Royal Naval Volunteer Reserve (RNVR) et servit avec la Dover Patrol. Durant son transfert à la RNVR il engage Violette Cordery comme chauffeur.

### Fabrication de voitures
Macklin fut cofondateur du constructeur automobile Eric-Campbell en 1919, dont le nom est un mot-valise des seconds noms des fondateurs. En 1920 Macklin concentre son intérêt sur sa nouvelle et brève marque de voitures, la Silver Hawk. En 1925, il fonde Invicta (avec le soutien financier de Oliver Lyle) qui fonctionna jusqu'en 1935, mais dès 1933, il se concentrait déjà sur sa nouvelle marque Railton.

### Fabrication de bateaux
Après avoir atteint une certaine renommée en tant que concepteur de voitures sportives, il tourna son attention vers les bateaux à moteur. La Fairmile Engineering Company prit le nom de la propriété de Macklin, Cobham Fairmile, dans le Surrey, où il utilisa le garage pour la fabrication et l'assemblage.
En 1939, inspiré par un article sur les besoins de la Royal Navy en petits bateaux, il fonda Fairmile Marine pour la conception et la fabrication de petites séries de bateaux Motor Launch pour l'Amirauté. Comme la société n'avait pas les capitaux nécessaires pour répondre aux besoins de l'Amirauté, elle devint un département semi-indépendant de l'Amirauté, coordonnant la fourniture de pièces pour la construction de navires à travers le pays.
Fairmile bateaux fournit à la Royal Navy des bateaux à moteur, des canonnières et des torpilleurs tout au long de la Seconde Guerre mondiale.

### WW2 administration
Comme la guerre toucha à sa fin, Macklin fut nommé directeur de l'élimination des petits bateaux dans le service RN.

## Vie de famille
En mars 1912, Macklin épousa Esmé Victoria (née en 1887), fille de Hinton Stewart de Strathgarry, Perthshire, mais ils divorcèrent en 1919. Son second mariage fut avec (Lucy) Leslie Cordery (1896-1980), la sœur de sa pilote RNVR Violette Cordery. L'Oxford Dictionary of National Biography note que le nom de Lucy a été donné en tant que Leslie Lane Cordery et Leslie Cordery Lane, fille de Henry Lane, agriculteur. De ce mariage sont issus deux filles et un fils, Lance Macklin, pilote de course de Formule 1.

## Les honneurs
Après la guerre, Macklin fut fait chevalier pour son effort de guerre, bien que l'Amirauté ne lui ait pas rendu son site de Cobham qu'ils avaient réquisitionné.